# Ванда Осовска
Ва̀нда Осо̀вска (на полски: Wanda Ossowska) е полска медицинска сестра и санитарка, по време на Втората световна война работи като куриер в Армия Крайова, затворничка в германските концентрационни лагери Майданек, Аушвиц-Биркенау, Равенсбрюк и Нойщад-Глеве.

## Биография
Ванда Осовска е родена на 28 април 1912 година в село Кунице, близо до Опочно, Руска империя. Завършва училище за медицински сестра при Полски червен кръст. През 1936 година започва работа в санаториум в Лвов.
След началото на Втората световна война (1939) е мобилизирана и назначена като медицинска сестра в хирургичното отделение на военната болница в града. В опит да се присъедини към съпротивата във Варшава е арестувана от НКВД. Затворена е в лвовския затвор Бригитки, където е подложена на изтезания. Когато германците идват в Лвов е освободена. Присъединява се и активно участва в дейността на Армия Крайова. За тези си действия през 1942 година е арестувана и затворена в затвора на Гестапо във Варшава. Впоследствие е преместена в затвора Павляк. По време на петдесет и шестте разпита е подложена на жестоки мъчения. Три месеца е държана в изолирана килия с вързани на гърба ръце. Действията на нейните мъчители не дават резултат. Осъдена на смърт е изпратена в концентрационния лагер Майданек, където прекарва две години. След това е преместена в лагера Равенсбрюк и накрая в Нойщад-Гливе. В лагерите работи като медицинска сестра. През 1945 година съюзническите сили освобождават лагерите и тя се завръща във Варшава. В следвоенния период работи като операционна сестра.
Ванда Осовска умира на 26 април 2011 година във Варшава.